# Jacques Faix
Jacques Faix (/ʒɑːk/, /fɛ/; n.	29 iunie 1870, Arad, Austro-Ungaria - d. 1950, Arad) a fost un fotograf pictoralist româno-maghiar, fabricant de piane și mecena⁠(d) cultural, cunoscut mai ales pentru contribuția sa la arta fotografică și la progresul meșteșugului pianelor în Arad.

## Tinerețe
Jacques Faix (Jakab Faix) s-a născut la Arad, la trei ani după crearea dualismului austro-ungar. A avut și o soră pe nume Anna. Originea numelui este necunoscută, posibil din franceză, unde este folosit ca nume ocupațional metonimic pentru un culegător sau vânzător de lemne de foc⁠(d), din franceza veche fais („pachet de lemne de foc”).
Tatăl său era croitor și s-a căsătorit la Arad cu fiica unui tâmplar pe nume Koditek (bunicul lui Jacques Faix). Acest lucru este relevant, deoarece tânărul Jacques a fost ucenic în atelierul bunicului său, același atelier în care viitorul pictor celebru Mihály Munkácsy a fost ucenic timp de doi ani.
În 1889, Jacques Faix pleacă la Viena, după absolvirea Școlii de Arte și Meserii din Arad cu specializarea în construcția de "orgi". La Viena este primit în ucenicie de Anton Pokorny, fost elev al lui Bösendorfer. După modelul breslelor meșteșugărești, care erau încă în uz la acea vreme, în ultimi doi ani înainte de finalizarea uceniciei a călătorit în diferite părți ale Imperiului Austro-Ungar pentru a vizita atelierele altor fabricanți de piane și pentru a-și obține statutul de maestru al breslei.
După 7 ani de studiu și ucenicie, a devenit maestru constructor de piane. La 25 de ani, în 1895, a deschis un atelier de piane la Hofmuhlgasse 12, în Viena. În 1901 a cunoscut-o și s-a căsătorit cu prima sa soție, Maria Pessek, pianistă în Viena.

Anna și Jaques Faix, 1878

## Reîntoarcerea la Arad
Întoarcerea sa se datorează, cel mai probabil, faptului că a răspuns invitației baronului de Arad Alfred Neuman și a directorului Conservatorului din Arad de a înființa un hotspot cultural în Arad. Cu toate acestea, a organizat concerte și petreceri pentru elită începând din 1901 în casa sa de pe strada Episcopiei nr.25 (pe care a restaurat-o complet) și în hotelul Crucea Albă din Arad. A invitat muzicieni și poeți precum Endre Ady și Pablo Casals, care  i-au fost și buni prieteni.

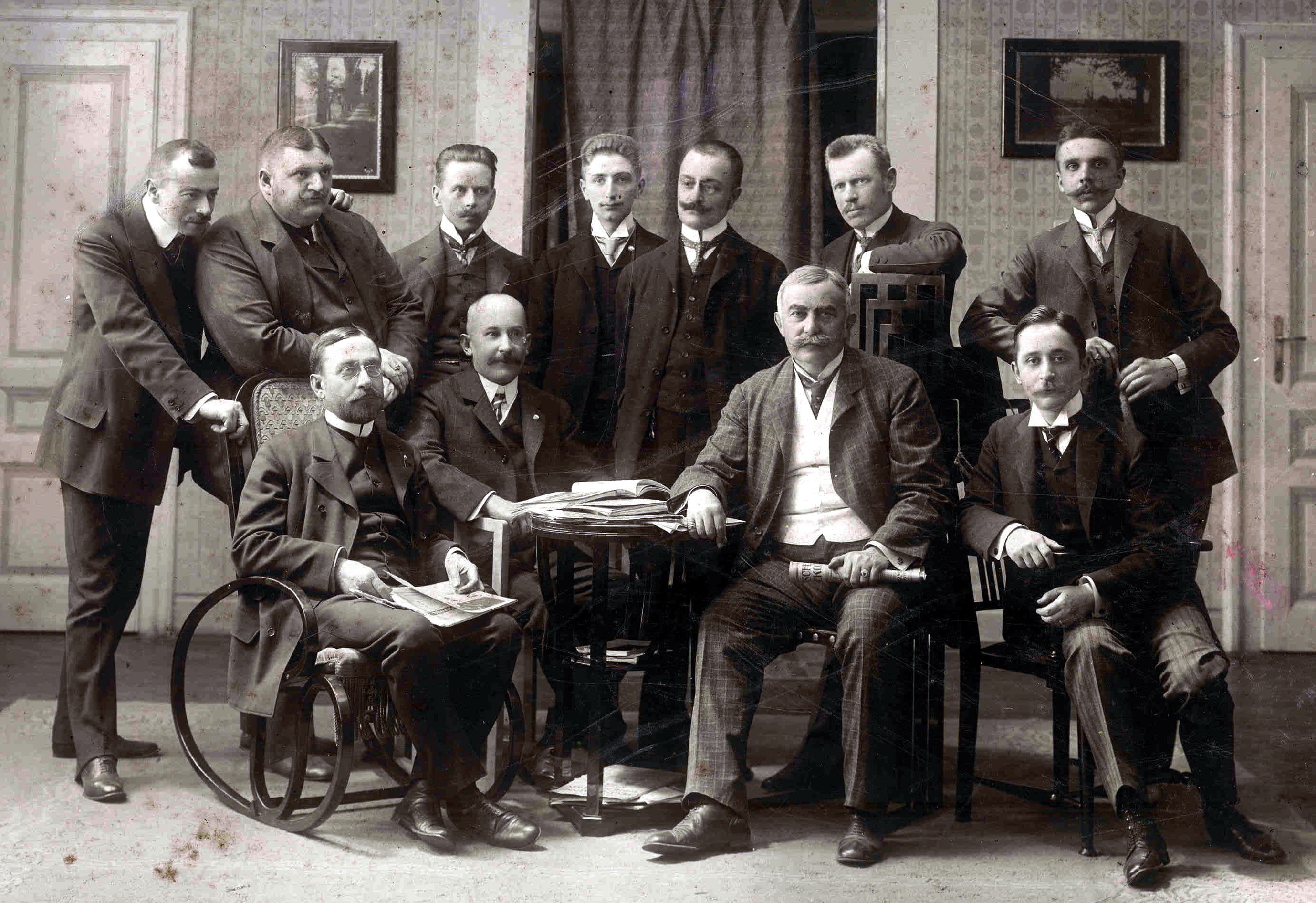
Jacques Faix cu membrii fondatori ai fotoclubului Arad, circa 1906 (al doilea de la dreapta pe rândul de sus)

După înființarea Clubului Fotografic din Arad în 1906, prima expoziție națională de fotografie din Ungaria a fost organizată la Arad în 1907, datorită grijii și muncii asidue a lui Jacques Faix. După înființarea Clubului Fotografic din Arad în 1906 de către Jacques Faix și alte 10 persoane. Prima expoziție fotografică națională din Ungaria a fost organizată la Arad în 1907, din truda lui Jacques Faix. 
În anii următori, Jacques Faix a apărut în reviste de fotografie și în ziare precum A fény. Jacques Faix a fost un fotograf profesionist, iar arta sa a fost onorată prin medalia de argint care i-a fost acordată în 1911 la Expoziția internațională de fotografie de la Paris ( premii mai mici la Budapesta, Viena și Berlin).

## Ultimii ani
Jacques Faix, deși a participat activ la fotoclubul arădean, inclusiv la cele câteva expoziții organizate la Arad în perioada interbelică, nu a mai avut impactul din tinerețe. Construcția de piane s-a redus la activitatea de reparații și acordaje, iar concertele de pian și muzica de salon nu mai existau în formatul consacrat. Anii de după război pe care i-a mai trăit, a văzut cum casa s-a naționalizat.
Jacques Faix a murit in 1950, iar soția sa, Ilonna Reitter, a rămsa văduvă în casă până la moartea ei în 1980.